# Omukama
Omukama (Plural Bakama) ist der Titel für Herrscher mehrerer vorkolonialer Staaten im Bereich des afrikanischen Victoriasees in den Ländern Uganda und Tansania. (O)mukama heißt übersetzt etwa „Oberster Milchgeber“.
Im heutigen Tansania wurde Omukama als Titel verwendet in den verschiedenen ehemaligen Kleinreichen der Buhaya in der Region Kagera im Westen des Sees bis zum Volk der Bukerebe auf der Insel Ukerewe im Süden.
Obwohl die Königreiche in Uganda keine staatlichen Aufgaben mehr erfüllen, spielen die Omukama aufgrund ihrer traditionellen Autorität bis heute eine besondere Rolle in Uganda. So ist es auch zu verstehen, dass die ugandische Regierung 1994 die seit 1967 abgeschafften Königreiche wieder offiziell einführte bzw. anerkannte.

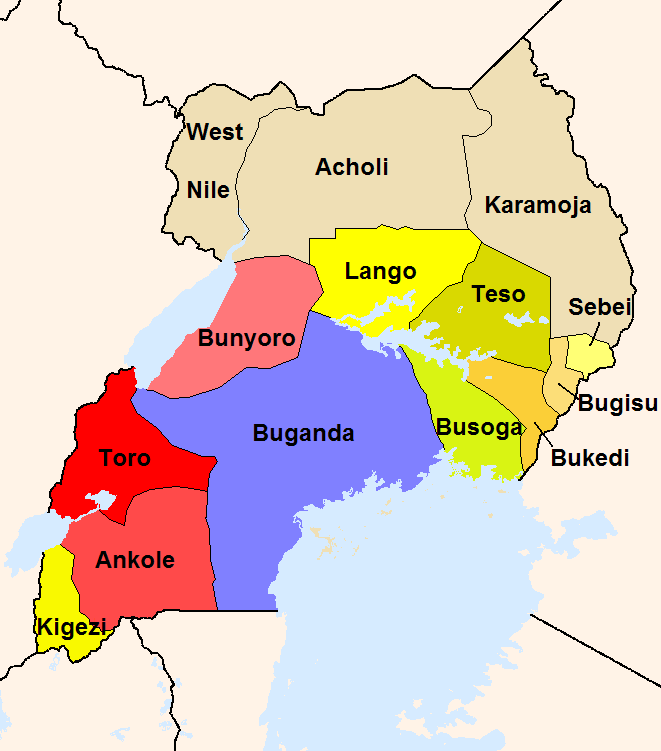
Gliederung Ugandas als britisches Protektorat (Grenzen von 1926). Zu erkennen sind die Königreiche Ankole, Bunyoro, Königreich Toro und Buganda. Die Busoga-Konföderation liegt östlich von Buganda am Nordufer des Victoriasees.

Den Titel Omukama tragen die Herrscher folgender heutiger oder ehemaliger ugandischer Herrschaften/Reiche:
- Bunyoro-Kitara (zuletzt unter der Dynastie Babiito), siehe auch Kabalega
- Toro (Dynastie Babiito)
- Kooki, seit 1896 Teil von Buganda

- Sechs Nachfolgestaaten von Mpororo, 1901 mit Nkore zum Königreich Ankole zusammengefasst:
  - Igara (Dynastie Bashambo)
  - Kajara (Dynastie Bashambo)
  - Nshenyi (Dynastie Bashambo)
  - Obwera (Dynastie Bashambo)
  - Rujumbura (Dynastie Bashambo)
  - Rukiga (Dynastie Bashambo)

- Weitere Reiche, die 1901 zu Ankole geschlagen wurden, so:
  - Buhweju (Dynastie Barisa)
  - Buzimba (Dynastie Barisa)
  - Kitagwenda

- Teilstaaten der Busoga-Konföderation seit 1906, darunter:
  - Bugabula
  - Bugweri Bufutulu (Dynastie abaiseMenha)
  - Buima
  - Bukono (Dynastie abaiseNgobi)
  - Bukooli (Dynastie abaiseNgobi)
  - Bukwanga Kiki
  - Bulamogi
  - Bunha
  - Busiki (Dynastie abaiseIgaga)
  - Busimba (Dynastie abaiseNgobi)
  - Buzaaya
  - Kigulu (Dynastie abaiseNgobi)
  - Luuka